# Kerker

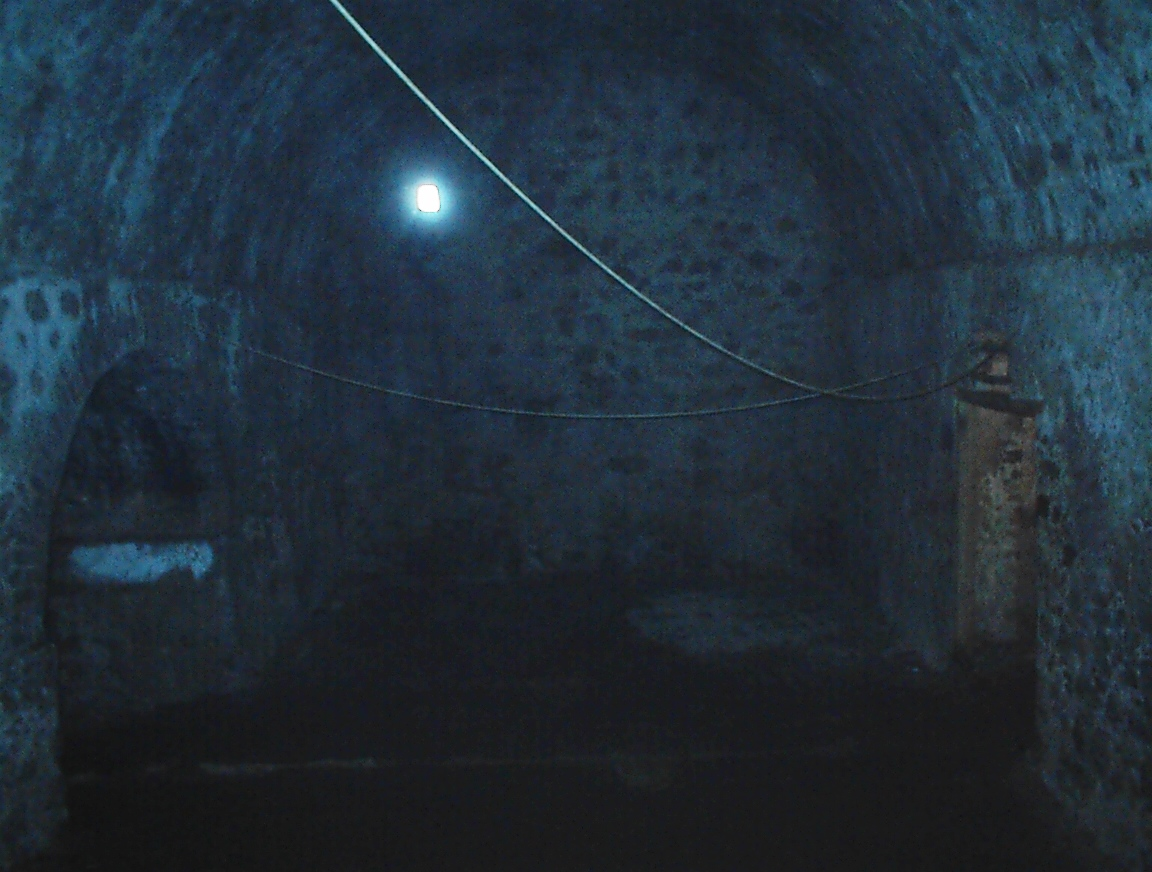
Kerker uit Cape Coast Castle, waarin slaven werden vastgehouden.

Een kerker (Latijn: carcer) is een uit de middeleeuwen stammende benaming voor een ruimte waarin mensen gevangen werden gehouden. Kerkers waren ingericht in kastelen, burchten, vestingen en stadspoorten, meestal in de kelderverdieping. De verblijven waren vaak koud, vochtig en donker. Vanaf de renaissance kwamen er ook interneringsgebouwen ofwel gevangenissen en huizen van bewaring. 
De oude Egyptenaren, Assyriërs en andere volkeren kenden al kerkers. Bij de Perzen, Grieken en Romeinen kregen alleen ter dood veroordeelden in afwachting van de voltrekking van het vonnis kerkerstraf. 
De Frankische koning Clovis liet in Parijs kerkers bouwen die beneden het rivierpeil van de Seine lagen. Ze liepen bij hoogwater soms onder waarbij de opgeslotenen dan verdronken.
Een vergeetput, ook wel oubliette of moordkuil genoemd, was een onderaardse kerker waar gevonnisten aan hun lot werden overgelaten. Ze kwamen er om van ontbering. 